# Les Herbes rouges
Pour les articles homonymes, voir Herbe rouge.
Les Herbes rouges sont une maison d’édition québécoise basée à Montréal et fondée en octobre 1968 par les frères Marcel Hébert et François Hébert. Elles publient de la poésie, des romans, des récits et des nouvelles, des essais et du théâtre.

## Histoire

### Débuts

#### Frères Hébert
Marcel et François Hébert sont deux autodidactes au parcours atypique. Issus d’un milieu populaire bénéficiant d’un accès limité à la culture, les deux frères se passionnent pourtant pour la littérature dès l’enfance. Dans une entrevue de 1988, ils racontent : 
« Nous n’avions pas de livres chez nous, nos parents étaient illettrés. Selon eux, lire était une immense perte de temps (…) Nous étions des derniers de classe… Nous avons été élevés dans le bas de la ville, rue Cartier, dans un quartier très pauvre.»

#### Revue
En 1968, Marcel Hébert, en duo avec une amie aspirante écrivaine, Maryse Grandbois, fonde une revue intitulée « les herbes rouges », dont le titre est inspiré de celui du recueil de Jean-Paul Filion, Demain les herbes rouges, publié en 1962 aux Éditions de l’Hexagone. Le premier numéro rassemble plusieurs auteurs établis comme André Major, Jean-Paul Filion et Lorenzo Morin. Maryse Grandbois et Marcel Hébert sont les deux seuls noms encore inconnus. Dès le numéro 2, Maryse Grandbois quitte la revue et François Hébert rejoint son frère Marcel à la direction. La publication se consacrera ensuite exclusivement à la poésie pendant 10 ans.

#### Philosophie
Les frères Hébert ont la volonté de donner un espace de parole à des poètes établis mais également à de nouvelles voix. 
« Dès le début, tous les noms sont de la même grosseur, pour montrer que tous les poètes, connus ou inconnus, sont sur un pied d’égalité. Il n’y a pas de vedette, ce sont les textes qui comptent ». 
Dans les premiers numéros de la revue figurent plusieurs auteurs de renom, de Gaston Miron à Jacques Ferron en passant par Paul-Marie Lapointe, mais ce sont essentiellement des auteurs jusque-là inconnus qui signent les textes. La revue (et plus tard, la maison d’édition), fait se côtoyer des auteurs appartenant à diverses écoles de pensée, littéraires et idéologiques (formalisme, marxisme, contre-culture),. La revue elle-même ne se revendique pas d’une orientation en particulier : « Nous avons toujours refusé d’écrire un éditorial indiquant l’orientation idéologique des HR. Et même l’orientation littéraire. L’éditorial, c’est la revue même » explique François Hébert en 1988.

#### Premiers livres
Dès le numéro 5 de la revue, on voit apparaître des numéros d’auteurs parmi les numéros collectifs. Le premier est une suite de Marcel Hébert lui-même, Sauterelle dans jouet, en 1972, qui devait paraître sous forme de livre aux Éditions d’Orphée. En raison du délai de publication trop long, Marcel Hébert décide de la publier dans la revue à la place. Numéros collectifs et numéros d’auteurs se succèdent jusqu’au numéro 19. Les numéros collectifs demandant trop de temps et de travail, les frères Hébert décident ensuite de ne plus publier que des numéros d’auteurs,.

### Fondation

#### Collections de poésie
En 1974, Marcel et François Hébert se voient proposer la direction d’une collection de livres de poésie aux Éditions du jour par Victor-Lévy Beaulieu, qui fonde quelques mois plus tard les Éditions de l’Aurore avec Léandre Bergeron. Lévy-Beaulieu leur propose la direction d'une collection de livres de poésie dans cette nouvelle maison, collection que les frères Hébert intituleront « Lecture en vélocipède », en hommage à la poétesse Huguette Gaulin.

#### Création de la maison
Deux ans plus tard, en 1978, les deux frères quittent les Éditions de l’Aurore, et François Hébert demande à Gaston Miron d’héberger une collection de livres de poésie aux Éditions de l’Hexagone. Gaston Miron lui propose plutôt de créer sa propre maison d’édition, financée par L’Hexagone. C’est ainsi que la maison d’édition Les Herbes rouges voit le jour en 1978, avec à sa tête François et Marcel Hébert, Gaston Miron et Alain Horic, les frères Hébert restant les seuls directeurs littéraires. Les livres de la collection « Lecture en vélocipède » publiés aux éditions de l'Aurore sont rachetés par les frères Hébert et intégrés au fonds des Herbes rouges. Dès les débuts de la maison, Les Herbes rouges affichent la volonté de suivre leurs auteurs tout au long de leur carrière littéraire.

### Diversification des genres
Les frères Hébert profitent de l'indépendance apportée par la création de la maison d'édition pour renouer avec leur passion pour la littérature sous toutes ses formes et la maison ouvre son catalogue à d’autres genres que la poésie. Au fil des décennies, elle accueillera diverses collections, des romans, des récits, des nouvelles, des essais, du théâtre.

### Fin de la revue
En 1993, après 202 numéros, la revue – qui était indépendante de la maison d’édition – cesse d’être publiée,.

### Histoire récente

#### Décès de Marcel Hébert et transition
Le décès de Marcel Hébert survient en 2007, ce qui laisse son frère seul à la barre des Herbes rouges. En 2009, François Hébert, lui-même vieillissant, pense déjà à sa propre succession. La transition s’amorce avec l’arrivée de Roxane Desjardins au sein de la maison, comme autrice d’abord, puis comme réviseuse, et ensuite comme éditrice et codirectrice, en janvier 2017, puis directrice générale en avril 2021,.

#### 50 ansdes Herbes rouges
En 2018, à l’occasion des 50 ans de la maison, paraît une anthologie, La poésie des Herbes rouges,, rassemblant 380 poèmes ou extraits de poèmes, et un spectacle est présenté au Festival international de la littérature, La volière est un oiseau de milliards de têtes, qui réunit une quinzaine d’auteurs et autrices phares de la maison,.

#### Décès de François Hébert
François Hébert décède en décembre 2021 à l’âge de 73 ans.

#### Nouvelle équipe
En 2023, l’équipe est composée, en plus de Roxane Desjardins, de Michaël Dumouchel, directeur commercial, Vincent Giard, directeur artistique, et Audréanne Martin, adjointe à l’édition.

## Catalogue
La maison d’édition porte depuis ses débuts son attention sur les textes au-delà de toute autre considération, et prône une liberté dans ses choix éditoriaux. En 1988, Marcel Hébert disait : « Ce qui nous intéresse, ce sont de bons textes, quels que soient le nom de l’auteur et son âge ».

### Ligne éditoriale et spécialités
Les Herbes rouges publient environ 15 titres par année. Elles comptent comme collections encore en activité, en plus de leur collection générale, qui rassemble de la poésie, des romans, des récits, des nouvelles et des essais, les collections « Enthousiasme » - qui se consacre à la réédition d'œuvres complètes d'auteurs des Herbes rouges -, « Territoires » - qui offre en format de poche des rééditions de textes majeurs du catalogue - et « scène_s » - consacrée au théâtre. La maison compte un catalogue de plus de 600 titres.

### Engagement
Depuis leurs débuts, Les Herbes rouges prônent une rigueur éditoriale et une liberté dans le choix des manuscrits publiés, tout en mettant de l’avant la fidélité à leurs auteurs, que la maison suit de livre en livre et de genre en genre et appuie grâce à un travail éditorial et une sélection rigoureux et sans concession.
Le choix d’indépendance éditoriale de la maison d’édition se fait aussi sur le plan financier.

### Identité visuelle
L’identité visuelle des livres des Herbes rouges est stable depuis les années 1980. Le nom de l’auteur, le titre, le genre de l’ouvrage et le nom de la maison d’édition figurent en Helvetica bold et en haut-de-casse sur la couverture. À l’origine, l’image de couverture figurait dans un encadré, mais elle est désormais en pleine page.

### Auteurs publiés
|   | Nom                           |
| - | ----------------------------- |
| A | José Acquelin                 |
| A | Daphnée Azoulay               |
| B | Paule Baillargeon             |
| B | Nérée Beauchemin              |
| B | André Beaudet                 |
| B | Germaine Beaulieu             |
| B | Claude Beausoleil             |
| B | Daniel Bélanger               |
| B | Normand de Bellefeuille       |
| B | Jovette Bernier               |
| B | Claude Bertrand               |
| B | Pierre Bertrand               |
| B | Michel Bibeau                 |
| B | Paul-André Bibeau             |
| B | Yvan Bienvenue                |
| B | Mathieu Boily                 |
| B | Louise Bouchard               |
| B | Denise Boucher                |
| B | Dany Boudreault               |
| B | Mario Brassard                |
| B | Monique Brillon               |
| B | Nicole Brossard               |
| B | Berthelot Brunet              |
| C | Marie-Geneviève Cadieux       |
| C | Sophie Cadieux                |
| C | Sylvain Campeau               |
| C | Normand Canac-Marquis         |
| C | Maxime Carbonneau             |
| C | Jean-François Caron           |
| C | André Cassagne                |
| C | Paul Chamberland              |
| C | Marie-Josée Charest           |
| C | Erik Charpentier              |
| C | François Charron              |
| C | Evelyne de la Chenelière      |
| C | Corinne Chevarier             |
| C | Nathalie Claude               |
| C | René Chopin                   |
| C | Hugues Corriveau              |
| C | Bianca Côté                   |
| C | Stéphane Crête                |
| C | Véronique Cyr                 |
| D | Normand de Bellefeuille       |
| D | Stéphane D'Amour              |
| D | Louis Dantin                  |
| D | Robert Daudelin               |
| D | Gilbert David                 |
| D | Carole David                  |
| D | Guy Delahaye                  |
| D | Thomas Desaulniers-Brousseau  |
| D | Michael Delisle               |
| D | Jean-Marc Desgent             |
| D | Roxane Desjardins             |
| D | Jean-Simon DesRochers         |
| D | Roger Des Roches              |
| D | Michèle Drouin                |
| D | Philippe Drouin               |
| D | France Ducasse                |
| D | Marcel Dugas                  |
| D | Raoul Duguay                  |
| D | Clémence Dumas-Côté           |
| D | Frédéric Dumont               |
| D | Isabelle Duval                |
| E | Michel Euvrard                |
| F | Francis Farley-Chevrier       |
| F | Julie Fauteux                 |
| F | Alain Fisette                 |
| F | Alain Fournier                |
| F | Lucien Francoeur              |
| F | Carole Fréchette              |
| G | Sylvie Gagné                  |
| G | Madeleine Gagnon              |
| G | Marie-Eve Gagnon              |
| G | Hector de Saint-Denys Garneau |
| G | Sylvain Garneau               |
| G | Gérald Gaudet                 |
| G | Huguette Gaulin               |
| G | Serge Gauthier                |
| G | Aline Gélinas                 |
| G | André Gervais                 |
| G | Marilène Gill                 |
| G | Pierre Gingras                |
| G | Marcel Godin                  |
| G | Mélanie Grenier               |
| G | Gilles Groulx                 |
| G | Jean-Pierre Guay              |
| G | Charles Guilbert              |
| G | Robert Gurik                  |
| H | Philippe Haeck                |
| H | Jean Hamelin                  |
| H | Lise Harou                    |
| H | Pauline Harvey                |
| H | Rosie Harvey                  |
| H | Louis-Philippe Hébert         |
| H | Marcel Hébert                 |
| H | Marie-Francine Hébert         |
| H | Claire Hélie                  |
| H | Jean-Sébastien Huot           |
| J | Stéphane Jean                 |
| J | Benoit Jutras                 |
| L | Marcel Labine                 |
| L | Claude Lagadec                |
| L | Étienne Lalonde               |
| L | Mélanie Landreville           |
| L | Tania Langlais                |
| L | Marie Aude Laperrière         |
| L | René Lapierre                 |
| L | Marie-Line Laplante           |
| L | Christian Lapointe            |
| L | Corinne Larochelle            |
| L | Luc LaRochelle                |
| L | Pierre-A. Larocque            |
| L | Monique LaRue                 |
| L | Luc Lecompte                  |
| L | Michel Lefebvre               |
| L | Jeanne Le Roy                 |
| L | Marc Lescarbot                |
| L | Marie-Claude Loiselle         |
| L | Renaud Longchamps             |
| L | Jean Aubert Loranger          |
| L | Albert Lozeau                 |
|   | David Macfarlane              |
|   | Michael Mackenzie             |
|   | Roy MacSkimming               |
|   | Roger Magini                  |
| M | Alain Bernard Marchand        |
| M | Clément Marchand              |
| M | Roland Marquis                |
| M | Frédéric Marcotte             |
| M | André Marquis                 |
| M | Roland Marquis                |
| M | Albert Martin                 |
| M | André Martin                  |
| M | Jean-Paul Martino             |
| M | Carole Massé                  |
| M | Suzanne Meloche               |
| M | Marthe Mercure                |
| M | Jean-Frédéric Messier         |
| M | Anne Michaels                 |
| M | Christian Mistral             |
| M | Guy Moineau                   |
| M | Hélène Monette                |
| M | Pierre Monette                |
| M | Émilie Monnet                 |
| M | Michel Monty                  |
| M | Michel Morin                  |
| M | Paul Morin                    |
| N | Simon Nadeau                  |
| N | Émile Nelligan                |
| O | Laurence Olivier              |
| P | Claude Paré                   |
| P | Pol Pelletier                 |
| P | Annie Perrault                |
| P | Maude Pilon                   |
| P | Claude Poissant               |
| R | Thérèse Renaud                |
| R | Yannick Renaud                |
| R | Dominique Robert              |
| R | Danielle Roger                |
| R | Robert de Roquebrune          |
| R | Simone Routier                |
| R | André Roy                     |
| R | Noémie Roy                    |
| R | Yves Roy                      |
| S | Micheline Sainte-Marie        |
| S | Pierre Samson                 |
| S | Elizabeth Smart               |
| S | Jean-Yves Soucy               |
| S | Téo Spychalski                |
| S | Marie St-Hilaire-Tremblay     |
| S | Patrick Straram le Bison ravi |
| T | Guy Thauvette                 |
| T | France Théoret                |
| T | Marie-Ève Thuot               |
| T | Étienne Tremblay              |
| T | Larry Tremblay                |
| T | Martin-Pierre Tremblay        |
| T | François Tourigny             |
| V | Laurent-Michel Vacher         |
| V | Lise Vaillancourt             |
| V | W. D. Valgardson              |
| V | Denis Vanier                  |
| V | Guy Verville                  |
| V | Medjé Vézina                  |
| V | Roger Viau                    |
| V | Yolande Villemaire            |
| V | Élisabeth Vonarburg           |
| W | Nathalie Watteyne             |
| W | Walt Whitman                  |
| Y | Josée Yvon                    |